# Serguéi Semak
Serguéi Bogdánovich Semak (en ruso: Серге́й Богда́нович Сема́к; Sychanske, Óblast de Lugansk, RSS de Ucrania, Unión Soviética, actual Ucrania, 27 de febrero de 1976) es un entrenador y exfutbolista ruso. Jugaba de centrocampista y actualmente es el entrenador del Zenit de la Liga Premier de Rusia.

## Biografía
Semak empezó su carrera profesional en el FC Presnya Moscow, en el que permaneció dos temporadas, a excepción de medio año en el que jugó en el Karelia Petrozavodsk.
En 1994 ficha por el CSKA de Moscú. En este equipo fue un jugador fundamental, y a partir de 1996 se convirtió en el capitán. Con este club se proclama campeón de la Copa de Rusia en 2002. Al año siguiente conquista el campeonato liguero. En 2005 gana una Copa de la UEFA, donde su equipo derrotó al Sporting de Lisboa en la final por tres goles a uno, aunque Semak abandonó el club unas semanas antes y no pudo disputar esa final. En su etapa en el CSKA disputó un total de 272 partidos de liga y marcó 68 goles. 
La temporada 2005-06 prueba suerte en Francia marchándose al París Saint-Germain, que pagó por él 2,5 millones de euros. Este equipo se fijó en Semak cuando anotó los tres goles del partido PSG 1 - 3 CSKA (Liga de Campeones de la UEFA 2004-05). Con este equipo gana una Copa de Francia.
Regresa a su país para jugar con el FC Moscú, club que realizó un desembolso de aproximadamente dos millones de euros para poder hacerse con sus servicios. Consigue llegar a la final de la Copa de Rusia en 2007, final que perdió por un gol a cero contra el Lokomotiv de Moscú.
En 2008 fichó por el FC Rubín Kazán y dos años después por el FC Zenit.

## Selección nacional
Ha sido internacional con la selección de fútbol de Rusia en 65 ocasiones. Su debut como internacional se produjo el 15 de noviembre de 1997 en un partido contra Italia en el que su equipo cayó derrotado en casa por un gol a cero. 
El seleccionador le convocó para la Copa Mundial de Fútbol de Corea y Japón de 2002, aunque finalmente no le dio la oportunidad de debutar en ese torneo.
Fue convocado para participar en la Eurocopa de Austria y Suiza de 2008. En esta competición su equipo realizó un gran papel llegando a semifinales. Semak fue una pieza clave en el equipo, jugando todos los partidos del torneo como titular y siendo el capitán del equipo.

## Clubes

### Como jugador
| Club                 | País    | Año       |
| -------------------- | ------- | --------- |
| FC Presnya Moscow    | Rusia   | 1992      |
| Karelia Petrozavodsk | Rusia   | 1992-1993 |
| FC Presnya Moscow    | Rusia   | 1993-1994 |
| PFC CSKA Moscú       | Rusia   | 1994-2005 |
| París Saint-Germain  | Francia | 2005-2006 |
| FC Moscú             | Rusia   | 2006-2008 |
| FC Rubín Kazán       | Rusia   | 2008-2010 |
| Zenit                | Rusia   | 2010-2013 |

### Como entrenador
| Club             | País  | Año       |
| ---------------- | ----- | --------- |
| Zenit (Interino) | Rusia | 2014      |
| Ufa              | Rusia | 2016-2018 |
| Zenit            | Rusia | 2018-Act. |

## Estadísticas como entrenador
| Equipo              | Div.                | Temporada           | Liga  | Liga | Liga | Liga | Liga |       | Copa | Copa | Copa | Copa  |    | Internacional | Internacional | Internacional | Internacional | Internacional |   | Otros | Otros | Otros | Otros |    | Totales     | Totales | Totales | Totales | Totales | Totales | Totales | Totales |
| Equipo              | Div.                | Temporada           | Part. | G    | E    | P    | Pos. | Part. | G    | E    | P    | Part. | G  | E             | P             | Pos.          | Part.         | G             | E | P     | Part. | G     | E     | P  | Rendimiento | GF      | GC      | Dif.    |         |         |         |         |
| ------------------- | ------------------- | ------------------- | ----- | ---- | ---- | ---- | ---- | ----- | ---- | ---- | ---- | ----- | -- | ------------- | ------------- | ------------- | ------------- | ------------- | - | ----- | ----- | ----- | ----- | -- | ----------- | ------- | ------- | ------- | ------- | ------- | ------- | ------- |
| Zenit · Rusia       | 1.ª                 | 2013-14             | 1     | 0    | 0    | 1    | Int. | -     | -    | -    | -    | 1     | 1  | 0             | 0             | 1/8           | -             | -             | - | -     | 2     | 1     | 0     | 1  | 50%         | 2       | 2       | +0      |         |         |         |         |
| Ufa · Rusia         | 1.ª                 | 2016-17             | 13    | 5    | 3    | 5    | 7.º  | 2     | 1    | 0    | 1    | -     | -  | -             | -             | -             | -             | -             | - | -     | 15    | 6     | 3     | 6  | 46.67%      | 11      | 13      | -2      |         |         |         |         |
| Ufa · Rusia         | 1.ª                 | 2017-18             | 30    | 11   | 10   | 9    | 6.º  | 1     | 0    | 1    | 0    | -     | -  | -             | -             | -             | -             | -             | - | -     | 31    | 11    | 11    | 9  | 47.31%      | 35      | 31      | +4      |         |         |         |         |
| Ufa · Rusia         | Total               | Total               | 43    | 16   | 13   | 14   | -    | 3     | 1    | 1    | 1    | -     | -  | -             | -             | -             | -             | -             | - | -     | 46    | 17    | 14    | 15 | 47.1%       | 46      | 44      | +2      |         |         |         |         |
| Zenit · Rusia       | 1.ª                 | 2018-19             | 30    | 20   | 4    | 6    | 1.º  | 2     | 1    | 0    | 1    | 14    | 6  | 2             | 6             | 1/8           | -             | -             | - | -     | 46    | 27    | 6     | 13 | 63.05%      | 85      | 52      | +33     |         |         |         |         |
| Zenit · Rusia       | 1.ª                 | 2019-20             | 30    | 22   | 6    | 2    | 1.º  | 5     | 5    | 0    | 0    | 6     | 2  | 1             | 3             | FG            | 1             | 0             | 0 | 1     | 42    | 29    | 7     | 6  | 74.61%      | 85      | 33      | +52     |         |         |         |         |
| Zenit · Rusia       | 1.ª                 | 2020-21             | 30    | 19   | 8    | 3    | 1.º  | 1     | 0    | 0    | 1    | 6     | 0  | 1             | 5             | FG            | 1             | 1             | 0 | 0     | 38    | 20    | 9     | 9  | 60.52%      | 83      | 42      | +41     |         |         |         |         |
| Zenit · Rusia       | 1.ª                 | 2021-22             | 30    | 19   | 8    | 3    | 1.º  | 2     | 1    | 1    | 0    | 8     | 1  | 3             | 4             | 1/16          | 1             | 1             | 0 | 0     | 41    | 22    | 12    | 7  | 63.42%      | 89      | 43      | +46     |         |         |         |         |
| Zenit · Rusia       | 1.ª                 | 2022-23             | 30    | 21   | 7    | 2    | 1.º  | 8     | 4    | 2    | 2    | -     | -  | -             | -             | -             | 1             | 1             | 0 | 0     | 39    | 26    | 9     | 4  | 74.36%      | 88      | 27      | +61     |         |         |         |         |
| Zenit · Rusia       | 1.ª                 | 2023-24             | 30    | 17   | 6    | 7    | 1.º  | 13    | 7    | 4    | 2    | -     | -  | -             | -             | -             | 1             | 0             | 1 | 0     | 44    | 24    | 11    | 9  | 62.88%      | 68      | 36      | +32     |         |         |         |         |
| Zenit · Rusia       | 1.ª                 | 2024-25             | 30    | 20   | 6    | 4    | 2.º  | 12    | 10   | 1    | 1    | -     | -  | -             | -             | -             | 1             | 1             | 0 | 0     | 43    | 31    | 7     | 5  | 77.52%      | 85      | 25      | +60     |         |         |         |         |
| Zenit · Rusia       | 1.ª                 | 2025-26             | 5     | 1    | 3    | 1    | -    | 2     | 2    | 0    | 0    | -     | -  | -             | -             | -             | 0             | 0             | 0 | 0     | 7     | 3     | 3     | 1  | 57.15%      | 12      | 8       | +4      |         |         |         |         |
| Zenit · Rusia       | Total               | Total               | 216   | 139  | 48   | 29   | -    | 45    | 30   | 8    | 7    | 35    | 10 | 7             | 18            | -             | 6             | 4             | 1 | 1     | 302   | 183   | 64    | 55 | 67.66%      | 597     | 268     | +329    |         |         |         |         |
| Total en su carrera | Total en su carrera | Total en su carrera | 259   | 155  | 61   | 43   | -    | 48    | 31   | 9    | 8    | 35    | 10 | 7             | 18            | -             | 6             | 4             | 1 | 1     | 348   | 200   | 78    | 70 | 64.94%      | 643     | 312     | +331    |         |         |         |         |
| 1. 2. 3.            |                     |                     |       |      |      |      |      |       |      |      |      |       |    |               |               |               |               |               |   |       |       |       |       |    |             |         |         |         |         |         |         |         |

### Resumen por competiciones
| Competición                  | Partidos | Ganados | Empatados | Perdidos | %      | Resultado        |
| ---------------------------- | -------- | ------- | --------- | -------- | ------ | ---------------- |
| Liga Premier de Rusia        | 259      | 155     | 61        | 43       | 67.7%  | Campeón          |
| Copa de Rusia                | 48       | 31      | 9         | 8        | 70.83% | Campeón          |
| Supercopa de Rusia           | 6        | 4       | 1         | 1        | 72.23% | Campeón          |
| Liga de Campeones de la UEFA | 19       | 4       | 4         | 11       | 28.07% | Fase de grupos   |
| Liga Europea de la UEFA      | 16       | 6       | 3         | 7        | 43.75% | Octavos de final |
| TOTAL                        | 348      | 200     | 78        | 70       | 64.94% | 13 Títulos       |

## Palmarés

### Como jugador

#### Títulos nacionales
| Título             | Equipo                   | País    | Año     |
| ------------------ | ------------------------ | ------- | ------- |
| Liga de Rusia      | CSKA de Moscú            | Rusia   | 2003    |
| Copa de Rusia      | CSKA de Moscú            | Rusia   | 2002    |
| Supercopa de Rusia | CSKA de Moscú            | Rusia   | 2004    |
| Copa de Francia    | París Saint-Germain      | Francia | 2005-06 |
| Liga de Rusia      | Rubín Kazán              | Rusia   | 2008    |
| Liga de Rusia      | Rubín Kazán              | Rusia   | 2009    |
| Supercopa de Rusia | Rubín Kazán              | Rusia   | 2010    |
| Liga de Rusia      | Zenit de San Petersburgo | Rusia   | 2010    |
| Liga de Rusia      | Zenit de San Petersburgo | Rusia   | 2011-12 |
| Supercopa de Rusia | Zenit de San Petersburgo | Rusia   | 2011    |

### Como entrenador

#### Títulos nacionales
| Título             | Equipo                   | País  | Año     |
| ------------------ | ------------------------ | ----- | ------- |
| Liga de Rusia      | Zenit de San Petersburgo | Rusia | 2018-19 |
| Liga de Rusia      | Zenit de San Petersburgo | Rusia | 2019-20 |
| Copa de Rusia      | Zenit de San Petersburgo | Rusia | 2019-20 |
| Liga de Rusia      | Zenit de San Petersburgo | Rusia | 2020-21 |
| Supercopa de Rusia | Zenit de San Petersburgo | Rusia | 2020    |
| Liga de Rusia      | Zenit de San Petersburgo | Rusia | 2021-22 |
| Supercopa de Rusia | Zenit de San Petersburgo | Rusia | 2021    |
| Supercopa de Rusia | Zenit de San Petersburgo | Rusia | 2022    |
| Liga de Rusia      | Zenit de San Petersburgo | Rusia | 2022-23 |
| Supercopa de Rusia | Zenit de San Petersburgo | Rusia | 2023    |
| Liga de Rusia      | Zenit de San Petersburgo | Rusia | 2023-24 |
| Copa de Rusia      | Zenit de San Petersburgo | Rusia | 2023-24 |
| Supercopa de Rusia | Zenit de San Petersburgo | Rusia | 2024    |